# Mozaïekroute Oostelijke Eilanden
Mozaïekroute Oostelijke Eilanden is een kunstroute over de Oostelijke Eilanden, Amsterdam-Centrum.
Deze wandelroute is een initiatief van activist Jos Zandvliet en kunstenares Septimia Kuhlmann werkend onder de naam Stichting ACCU uit 2021. Zij vonden dat er onvoldoende kunst in de openbare ruimte te vinden was in deze wijk, die in de jaren zeventig, tachtig en negentig een grote gedaantewisseling doormaakte. Bovendien kwam de wijk rond 2020 regelmatig ongunstig in het nieuws door vermeende criminaliteit. Zandvliet en Kuhlmann wilden de buurt een leukere uitstraling geven en verzochten wijkbewoners om ideeën. Dat leidde uiteindelijk tot vijf fantasiedieren samengesteld uit mozaïek. Deze beelden staan opgesteld op een route tussen het Oostenburgerpark (coördinaten) via de Ezelsbrug naar het Marine Etablissement Amsterdam. Van de vijf beelden (Vos, Gans, Lama, Vis en Waterbuffel) stond de waterbuffel enigszins uit de route op het Kattenburgerplein. Omdat daar al twee kunstwerken, een anker en The sailing man van Alphons Freijmuth stonden, vond de gemeente dat de waterbuffel elders geplaatst moest worden. De waterbuffel kwam in april 2023 te staan in het Touwbaanpark nabij de talud van de Ezelsbrug; het park werd toen ingericht.